# Instytut Sztuk Plastycznych Uniwersytetu Śląskiego
Instytut Sztuk Plastycznych Uniwersytetu Śląskiego – jeden z instytutów Wydziału Sztuki i Nauk o Edukacji Uniwersytetu Śląskiego. Powstał z przekształcenia Instytutu Sztuki. 

## Władze Instytutu
W kadencji 2016-2019:
| Stanowisko                                             | Imię i nazwisko       |
| ------------------------------------------------------ | --------------------- |
| Dyrektor                                               | dr hab. Łukasz Kliś   |
| Zastępca dyrektora ds. artystyczno-naukowych           | dr hab. Adam Czech    |
| Zastępca dyrektora ds. kształcenia i spraw studenckich | dr Katarzyna Handzlik |
| Zastępca dyrektora ds. promocji i kontaktu z mediami   | dr Marcin Urbańczyk   |

## Historia
Instytut Sztuki Uniwersytetu Śląskiego w Katowicach Wydziały w Cieszynie (Wydziału Artystycznego UŚ i Wydziału Etnologii i Nauk o Edukacji) powstał w 1973 roku na bazie kierunku wychowania plastycznego. Pierwotnie powołano Zakład, niedługo później przekształcając go w Instytut Wychowania Muzycznego i Plastycznego. W roku 1981 wyłoniła się z tej struktury Katedra Wychowania Plastycznego. Dalsze przekształcenia miały związek z powstaniem Instytutu Wychowania Plastycznego, a później Kształcenia Plastycznego. Od 1997 roku jednostkę przemianowano na Instytut Sztuki. 
Instytut posiada prawo nadawania stopnia naukowego doktora i doktora habilitowanego sztuk plastycznych. 

## Kierunki kształcenia
Kształcenie studentów odbywa się na kierunkach:
- Grafika[2]
- Edukacja artystyczna w zakresie sztuk plastycznych[3]
- Projektowanie gier i przestrzeni wirtualnej[4]

## Pracownie[5]
- Pracownia sztuki przedmiotu
- Pracownie malarstwa
- Pracownia komiksu
- Pracownie fotografii
- Pracownie projektowania graficznego
- Pracownie grafiki
- Pracownia działań unikatowych
- Pracownia ceramiki
- Pracownia szkła
- Pracownie rzeźby
- Pracownia ekslibrisu
- Pracownie rysunku